# 파시파에군
파시파에군(영어: Pasiphae group)은 목성의 역행 불규칙 위성 중 파시파에의 궤도와 비슷한 궤도를 돌고, 생성 원인이 같으리라고 추정되는 위성들의 모임이다.
파시파에군 위성들의 궤도 긴반지름은 2280만 ~ 2410만 km(카르메 군과 같다)이고, 궤도 경사는 144.5° ~ 158.3°이며, 궤도 이심률은 0.25 ~ 0.43이다.

이 다이어그램은 목성의 불규칙 위성들 중 큰 위성들을 나타내며, 가로축 좌표는 목성으로부터의 거리를 나타내고, 세로축은 궤도 경사를 나타낸다. 궤도 이심률은 노란 직선으로 표시되어 있는데, 목성으로부터의 최소 및 최대 거리를 나타낸다. 원은 상대적인 크기를 나타낸다. 파시파에 그룹과 함께, 파시파에와 시노페는 강조 처리되어 있다.

## 목록
파시파에군의 핵심 위성들은 다음과 같다. 크기순으로 정렬되어 있다.
- 파시파에
- 시노페: 파시파에의 3분의 2 크기
- 칼리로에
- 메가클리테
- 아우토노에
- 에우리도메
- 스폰데

국제천문연맹은 모든 역행 위성에 대해 이름 맨 끝에 "-e"를 붙이고 있고, 이는 파시파에군에도 적용된다.

## 기원
파시파에 그룹은 목성의 중력에 잡힌 소행성이 그 후 쪼개져 생겼다고 여겨지고 있다. 최초의 소행성은 그리 많이 쪼개지지 않았던 것이라고 생각되는데, 최초 소행성의 지름은 약 60 km 가량으로 추측되며, 이는 파시파에의 크기와 거의 같다. 파시파에는 기존 소행성 질량의 99%를 차지하고 있는데, 만약 시노페를 계산에 포함시키면 87%가 된다.
카르메 군이나 아난케 군과 달리, 파시파에군은 보통 한 번의 충돌로 생겨났다고 여겨지지 않는다. 이는 파시파에군이 궤도 긴반지름은 거의 동일하지만, 궤도 경사각 면에서 더 퍼져있기 때문이다. 하지만 시노페와 파시파에 간의 공명 현상으로 충돌 물질들이 흩어진 것을 설명할 수 있다는 연구도 있다. 이 연구에 따르면, 시노페는 충돌로부터 생겨난 것이 아니라 독립적으로 목성에 잡혔을 가능성이 있다.
파시파에의 표면이 회색, 메가클리테와 칼리로에의 표면이 옅은 적색으로 서로 색이 다른 것 또한 이 위성군이 단순한 형성 원인을 가지고 있지 않을 것이라는 이론을 뒷받침한다.

이 다이어그램은 파시파에군의 주요 구성원들의 궤도 요소와 상대적인 크기를 표시한다. 가로축은 목성으로부터의 거리를, 세로축은 궤도 경사를 나타내며, 원은 상대적인 크기를 나타낸다.

이 다이어그램은 파시파에군(빨간색)의 퍼진 정도를 아난케 군(파란색)과 카르메 군(녹색)과 함께 표시해
주고 있다. 파시파에군이 상대적으로 퍼진 정도가 큼을 알 수 있다.